# Ferdinando Forlai
Ferdinando Forlai, a volte ortografato Forlay (San Felice sul Panaro, 1º luglio 1925 – Imola, febbraio 2014), è stato un ingegnere italiano.

## Biografia
Ferdinando Forlai nacque il 1º luglio 1925 a San Felice sul Panaro.
Dopo la laurea in Ingegneria lavorò nel 1958 per il Comune di Bologna. Fu ingegnere capo a Conegliano e, dal 1962 al 1990, ingegnere capo del Comune di Imola, dove diede un impulso decisivo all'urbanistica locale, portando a termine importanti progetti quali il palazzetto dello sport e l'ampliamento del cimitero del Piratello.
Vedovo e padre di tre figlie, Ferdinando Forlai è mancato nel febbraio 2014.